# Hvalbakur
Hvalbakur, toponyme islandais signifiant littéralement en français « le dos de baleine », est un récif d'Islande situé dans l'océan Atlantique, au large de l'Austurland et qui constitue le point le plus oriental du pays.

## Géographie
Situé à 35 kilomètres à l'est de l'île principale du pays, Hvalbakur est un récif d'environ 200 mètres de longueur pour 100 mètres de largeur pour une superficie d'un hectare et culminant à 5 mètres d'altitude.

## Histoire
La première mention de Hvalbakur date de 1617 sur une carte du navigateur et cartographe néerlandais Joris Carolus qui la nomme « île Opdams ». En raison d'une erreur de positionnement avec une latitude supposée de 66° nord contre 64° nord en réalité, le récif passe pour être une île fantôme avant qu'elle ne soit redécouverte un demi-siècle plus tard et renommée « Enchuysen ».

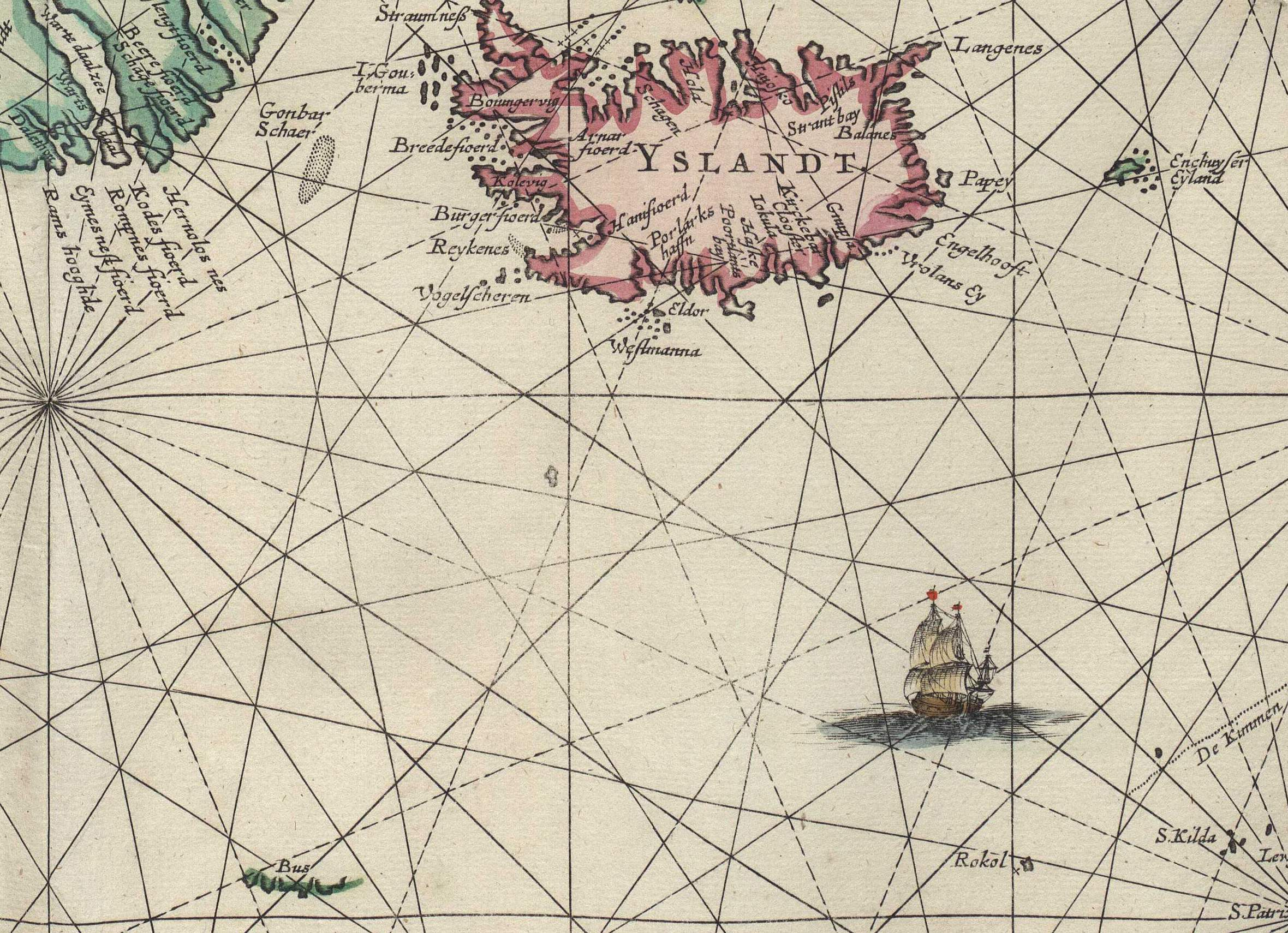
Extrait d'une carte de 1650 montrant la position de l'île d'Enchuysen, aujourd'hui considérée comme étant Hvalbakur, à l'est de l'Islande.

## Référence
- (de) Cet article est partiellement ou en totalité issu de l’article de Wikipédia en allemand intitulé « Hvalbakur » (voir la liste des auteurs).